# Romano Prodi
Romano Prodi (wym. [roˈmaːno ˈprɔːdi]ⓘ; ur. 9 sierpnia 1939 w Scandiano) – włoski polityk, ekonomista i nauczyciel akademicki, minister i parlamentarzysta, w latach 1996–1998 i 2006–2008 premier Włoch, od 1999 do 2004 przewodniczący Komisji Europejskiej.

## Życiorys
Ukończył szkołę średnią Liceo Classico „Ludovico Ariosto” w Reggio nell’Emilia, a w 1961 studia prawnicze na Katolickim Uniwersytecie Najświętszego Serca w Mediolanie. Kształcił się następnie na studiach podyplomowych w Mediolanie i Bolonii, a także w London School of Economics. Od 1963 był asystentem na wydziale nauk politycznych Uniwersytetu Bolońskiego. W 1971 objął na tej uczelni stanowisko profesora, które zajmował do 1999. W pracy naukowej zajmował się zagadnieniami z zakresu rozwoju małych i średnich przedsiębiorstw, a także zależnościami między państwem i rynkiem, kwestiami związanymi z polityką przemysłową i prywatyzacją. Wykładał także m.in. na Uniwersytecie Harvarda i w Stanford Research Institute. W latach 1974–1978 zarządzał domem wydawniczym il Mulino, w 1981 założył przedsiębiorstwo konsultingowe Nomisma. Jako publicysta współpracował m.in. z „Corriere della Sera” i „Il Sole 24 Ore”, w 1992 w Rai 1 prowadził program ekonomiczny Il tempo delle scelte.
W działalność polityczną zaangażował się w 1963, wstępując wówczas do Chrześcijańskiej Demokracji. Został w tymże roku radnym miejscowości Reggio nell’Emilia, zrezygnował z tej funkcji z uwagi na działalność naukową. W 1978 wraz z kilkoma innymi wykładowcami z jego uczelni przekazał wskazówki, które miały przyczynić się ujawnienia kryjówki, gdzie przetrzymywano porwanego i później zamordowanego przez terrorystów z Czerwonych Brygad byłego premiera Alda Moro. Romano Prodi powoływał się wówczas na „seans spirytystyczny”, co wzbudziło wiele wątpliwości dotyczących faktycznego źródła informacji. Wątpliwości te podnoszono ponownie, wiązały się z ponawianymi od lat 90. oskarżeniami o domniemaną współpracę z KGB. Informacje na ten temat miałyby się znajdować w tzw. Archiwum Mitrochina, zarzuty te według Maria Scaramelli miał także potwierdzić przed swoją śmiercią Aleksandr Litwinienko.
W listopadzie 1978 Romano Prodi powrócił do działalności politycznej. Objął wówczas urząd ministra przemysłu, handlu i rzemiosła w czwartym rządzie Giulia Andreottiego. Sprawował go do końca funkcjonowania tego gabinetu w marcu 1979. W latach 1982–1989 kierował Istituto per la Ricostruzione Industriale (IRI), najważniejszym włoskim holdingiem państwowym, nadzorującym mienie państwowe i procesy prywatyzacji. Na początku lat 90. był konsultantem w koncernie Unilever, w tym samym czasie głównym klientem jego przedsiębiorstwa doradczego był bank inwestycyjny Goldman Sachs. W latach 1993–1994 ponownie był prezesem IRI, przeprowadzając kolejne prywatyzacje. Kontrowersje wzbudziła sprzedaż jednego z przedsiębiorstw spożywczych, które zostało szybko odsprzedane Unileverowi przy współudziale Goldman Sachs. Wobec Romana Prodiego pojawiły się oskarżenia o konflikt interesów. Rzymska prokurator Giuseppa Geremia w 1996 stwierdziła, że materiał dowodowy daje podstawy do przedstawienia ówczesnemu premierowi zarzutów. Postępowanie zostało jednak wkrótce zamknięte, a sama prokurator przeniesiona na Sardynię.
W lutym 1995 zainicjował powołanie centrolewicowej koalicji pod nazwą Drzewo Oliwne. Sojusz ten zwyciężył w wyborach parlamentarnych w 1996, a jego lider uzyskał wówczas mandat posła do Izby Deputowanych XIII kadencji. 17 maja 1996 Romano Prodi objął urząd premiera, który sprawował do 21 października 1998, kiedy to zastąpił go Massimo D’Alema. Ustąpił w związku z opuszczeniem koalicji rządowej przez Odrodzenie Komunistyczne. Zaangażował się następnie w tworzenie nowego liberalnego ugrupowania pod nazwą Demokraci.
W marcu 1999 Romano Prodi został nominowany na przewodniczącego Komisji Europejskiej. Stanowisko to objął 16 września 1999 i zajmował do listopada 2004. W okresie pełnienia przez niego tej funkcji do Unii Europejskiej przystąpiło dziesięć nowych państw, obradował Konwent Europejski i podpisano traktat ustanawiający Konstytucję dla Europy.
W październiku 2005 w wyniku prawyborów, w których otrzymał ponad 74% głosów, został liderem Unii, szerokiej koalicji skupiającej ugrupowania centrowe, centrolewicowe i komunistyczne, pozostające w opozycji do centroprawicy Silvia Berlusconiego. Blok ten zwyciężył w wyborach parlamentarnych w 2006, uzyskując dzięki nowej ordynacji stabilną większość w Izbie Deputowanych i jednocześnie minimalną większość w Senacie. Romano Prodi uzyskał wówczas mandat posła XV kadencji. 17 maja 2006 po raz drugi stanął na czele rządu. Brak spójności między licznymi koalicjantami powodował kolejne kryzysy polityczne. W lutym 2007, po przegranym głosowaniu dotyczącym polityki zagranicznej, Romano Prodi podał się do dymisji. Po kilku dniach kryzys rządowy został zażegnany, a rząd uzyskał wotum zaufania w obu izbach.
W październiku 2007 objął honorową funkcję przewodniczącego nowo powołanej Partii Demokratycznej, z której zrezygnował w kwietniu 2008. Od stycznia do lutego 2008 czasowo wykonywał obowiązki ministra sprawiedliwości. W styczniu 2008 doszło do kolejnego kryzysu rządowego, gdy Unię opuściła partia UDEUR Popolari, co spowodowało utratę większości parlamentarnej w Senacie. W izbie tej 24 stycznia 2008 odbyło się głosowanie za wotum zaufania dla rządu, przegrane w stosunku 156 do 161 głosów. Tego samego dnia Romano Prodi złożył na ręce prezydenta Włoch Giorgia Napolitano dymisję gabinetu. W marcu 2008 zadeklarował wycofanie się z działalności politycznej. 8 maja 2008, po przedterminowych wyborach parlamentarnych, na stanowisku premiera zastąpił go Silvio Berlusconi.
W latach 2008–2014 jako specjalny wysłannik sekretarza generalnego ONZ brał udział w różnych misjach pokojowych w Afryce. W 2009 powrócił jednocześnie do działalności akademickiej m.in. na Brown University.

## Życie prywatne
W 1969 ożenił się z Flavią Franzoni. Ma dwóch synów – Giorgia i Antonia. W młodości brał udział w wyścigach kolarskich, w późniejszych latach jeździł wspólnie z takimi kolarzami jak Eddy Merckx, Mario Cipollini, Gianni Bugno czy Paolo Bettini. Jego bratem był Vittorio Prodi.

## Odznaczenia i wyróżnienia
- Kawaler Krzyża Wielkiego Orderu Zasługi Republiki Włoskiej – Włochy, 1993[18]
- Krzyż Wielki Orderu Zasługi Rzeczypospolitej Polskiej – Polska, 1997[19]
- Krzyż Wielki Orderu Izabeli Katolickiej – Hiszpania, 1998[14]
- Krzyż Wielki Orderu Gwiazdy Rumunii – Rumunia, 2000[14]
- Order za Wybitne Zasługi – Słowenia, 2006[20]
- Komandor Krzyża Wielkiego Orderu Trzech Gwiazd – Łotwa, 2007[14]
- Krzyż Wielki Orderu Narodowego Legii Honorowej – Francja, 2014[14]
- Order Podwójnego Białego Krzyża I klasy – Słowacja, 2022[21]
- Tytuły doctora honoris causa nadane przez kilkadziesiąt uczelni włoskich i zagranicznych[2][4]